# Phil Heath
Phillip Jerrod Heath (Seattle, Estados Unidos, 18 de diciembre de 1979) es un fisicoculturista estadounidense.

## Biografía
Heath asistió a la Universidad de Denver con una beca deportiva, jugando al baloncesto entre 1998 y 2002 con los Denver Pioneers en la División I de la NCAA. Su posición en la cancha era la de escolta. Sin embargo, al no poder conseguir promocionarse hacia la NBA, decidió adentrarse en la práctica del fisiculturismo, actividad en la que se convertiría en profesional en 2005 en los NPC USA, y compartiría entrenamientos y conocimientos con su amigo y también profesional, Jay Cutler. 
Durante su trayectoria como fisicoculturista ganó el certamen del Mister Olympia en 7 ocasiones consecutivamente: desde 2011 hasta 2017, igualando en cantidad de victorias a Arnold Schwarzenegger. Su primera gran participación fue en 2008, donde finalizó en tercer puesto. Compitió por última vez en 2020, donde quedó en tercera posición por detrás de Mamdouh Elssbiay (campeón) y Brandon Curry (finalista). Phil está casado con Jennie Heath desde el 23 de junio de 2007.

## Historial de competiciones
- Copa flex
- NPC Northern Colorado 2003
- Men's Novice & Open Overall Champ 2003
- NPC Colorado State 2003, 2004
- NPC Junior Nationals 2005
- NPC USA's 2005
- IFBB Colorado Pro Show 2006
- IFBB New York Pro 2006
- F.Matthei pro challenge 2007
- Arnold Classic 2007 - 5th
- IFBB Ironman Pro 2008
- Arnold Classic 2008 - 3rd
- Arnold Classic - 2nd
- IFBB Mr. Olympia 2008 - 3rd
- IFBB Mr. Olympia 2009 - 5 th
- IFBB Mr. Olympia 2010 - 2nd
- IFBB Mr. Olympia 2011
- IFBB Sheru Classic 2011
- IFBB Mr. Olympia 2012
- IFBB Sheru Classic 2012
- IFBB Mr. Olympia 2013
- IFBB Arnold Classic Europe 2013
- IFBB Mr. Olympia 2014
- IFBB Mr. Olympia 2015
- IFBB Mr. Olympia 2016
- IFBB Mr. Olympia 2017
- IFBB Mr. Olympia 2018 - 2nd
- IFBB Mr. Olympia 2020 - 3rd